# Oenosandridae
Famille
Les Oenosandridae sont une famille de lépidoptères (papillons) de la super-famille des Noctuoidea.
Selon BioLib (17 mars 2017), elle comprend les genres suivants :
- Diceratucha Swinhoe, 1904
- Discophlebia R. Felder, 1874
- Nycteropa Turner, 1941
- Oenosandra Newman, 1856

Les deux espèces les plus connues de cette famille sont :
- Discophlebia catocalina
- Oenosandra boisduvallii